# Marija Prelog
Marija "Marjanca" Prelog, slovenska slikarka, ilustratorka in oblikovalka, * 24. oktober 1954, Celje.
Otroška leta preživela v Škalcah. Osnovno šolo je obiskovala v Slovenskih Konjicah, nato pa gimnazijo v Celju. Šolanje je nadaljevala na Pedagoški akademiji, smer likovni pouk in knjižničarstvo. Študij je dopolnila z Akademijo za likovno umetnost v Ljubljani, smer slikarstvo in leta 1980 diplomirala pri profesorju Janezu Berniku. Vpisala in opravila je tudi specialko iz slikarstva. 
Zaposlila se je kot samostojna oblikovalka v Design biroju. Leta 1986 je postala likovno-grafična urednica v Državni založbi Slovenije v Ljubljani. Od leta 1991 je samostojna ustvarjalka na področju kulture.